# Paralelo 38 S
Paralelo 38 S é uma linha imaginária que está a 38 graus ao sul da Linha do Equador.
Iniciando pelo Meridiano de Greenwich, o Paralelo 38 S passa por:
| País, território ou mar | Notas                                                                                        |
| ----------------------- | -------------------------------------------------------------------------------------------- |
| Oceano Atlântico        |                                                                                              |
| Oceano Índico           | Passa a sul da Île Amsterdam, Terras Austrais e Antárticas Francesas                         |
| Austrália               | Austrália do Sul Victoria - passa por Port Phillip Bay, a sul de Melbourne Nova Gales do Sul |
| Oceano Pacífico         | Mar da Tasmânia                                                                              |
| Nova Zelândia           | Ilha Norte                                                                                   |
| Oceano Pacífico         |                                                                                              |
| Chile                   |                                                                                              |
| Argentina               |                                                                                              |
| Oceano Atlântico        | Passa a norte de Tristão da Cunha, Santa Helena, Ascensão e Tristão da Cunha                 |